# Johann Antonin Losy von Losimthal
Johann Antonin Losy von Losimthal (1650, Praga - 22 de agosto de 1721), fue un laudista y guitarrista checo, considerado uno de los más representativos de la escuela germana barroca. Losy estudió en Praga antes de vivir en Francia e Italia. Compuso numerosas obras para laúd y guitarra que dejó escritas en tablaturas. Sylvius Leopold Weiss dedicó un Tombeau en su honor.